# Hans Siepel
Hans Siepel (Den Haag, 1958) is een Nederlands schrijver, politicoloog, spreker en adviseur.

## Levensloop
Siepel werd geboren in Den Haag. Na de middelbare school ging hij politicologie studeren aan de Universiteit van Nijmegen. Hierna begon hij zijn politieke loopbaan PPR-Tweede Kamerfractie en vervolgens bij de Groen Linksfractie. Ook was hij hierbij voorlichter en politiek coördinator. In 1992 ging hij werken bij de NS. Hij werkte daar als hoofd "Public Affairs" en als hoofd "Voorlichting". Daarnaast was hij ook woordvoerder van de raad van bestuur van de NS. In 1997 werd hij plaatsvervangend directeur het ministerie van Binnenlandse Zaken en Koninkrijksrelaties. In 2005 was hij betrokken bij de oprichting van het Expertisecentrum Risico- en Crisiscommunicatie. Sindsdien werkt hij als zelfstandig ondernemer geeft hij lezingen en trainingen voor crisiscommunicatie. Samen met Frank Regtvoort publiceerde hij enkele boeken over crisis- en overheidscommunicatie en schreef zelf een aantal boeken over hermetische wijsheid.

## Publicaties
- (2007) Stemmen van de ziel, vergeten waarheid van dementie
- (2010) Dementie, bewustzijn en spiritualiteit
- (2012) Congruente overheidscommunicatie
- (2014) Risico- & crisiscommunicatie
- (2015) Openbaring, in den beginne van het Woord
- (2015) Doornroosje en de Apocalyps, de Eindtijd verklaard vanuit de universele wijsheid
- (2016) Transitie33
- (2017) Woorden van zorg, vertelling over professionele communicatie in de zorg
- (2019) "Het antwoord van Frenkie de Jong, Ajax en Duncan Laurence aan Thierry Baudet en de wereld"
- (2021) "Met Godsverstand"
- (2023) "Koningsbrief"

- Gemeinsame Normdatei: 1044729732
- International Standard Name Identifier: 0000 0003 6903 6012
- Nederlandse Thesaurus van Auteursnamen: 073198358
- Virtual International Authority File: 305428289